# Európai bölény
Az európai bölény (Bison bonasus) az emlősök (Mammalia) osztályának párosujjú patások (Artiodactyla) rendjébe, ezen belül a tülkösszarvúak (Bovidae) családjába és a tulokformák (Bovinae) alcsaládjába tartozó faj.
Az amerikai bölénnyel (Bison bison) annyira közeli rokonok, hogy egymás között kereszteződhetnek, és az így létrejövő hibrid utódok is képesek tovább szaporodni. Ez alapján egyes kutatók egyetlen faj alfajainak tekintik őket.

## Előfordulása
Korábban az európai bölények csaknem egész Európában előfordultak a lombhullató erdőkben. Az elmúlt évszázadokban élőhelyük egyre csökkent, míg végül a vadon élő állomány teljesen kihalt. Ma visszatelepített állományok élnek Lengyelországban – a védett Białowieżai-erdőben –, Fehéroroszországban, Litvániában, Oroszországban, Ukrajnában, Romániában és Szlovákiában, valamint betelepítették a korábbi elterjedési területén kívüli Kirgizisztánba is.
Korábban a történelmi Magyarországon is élt európai bölény. Vadászata Mátyás király korában még közönséges eseménynek számított. Az utolsó magyar bölényt Erdélyben, a borgói Plaj-magaslaton 1762-ben ejtették el.
Az Őrségi Nemzeti Parkban Kondorfa határában található a Hegy-völgy elnevezésű terület, ahova 2019-ben visszatelepítettek néhány egyedet.

## Alfajai
Három alfaj élt korábban, ebből kettőt mára teljesen kiirtottak és nagyon kevés információ maradt fent róluk:
- európai síksági bölény (Bison bonanus bonasus) (Linnaeus, 1758) – Kelet-Európa, ez az egyetlen ma is élő alfaj
- kaukázusi bölény (Bison bonanus caucasicus) (Turkin & Satunin, 1904) – A Kaukázus környékén élt, mára kihalt. Utolsó példányát 1927-ben ejtették el
- kárpáti bölény (Bison bonanus hungarorum) (Kretzoi, 1946)  – A Kárpátokban élt egykor, mára kihalt. Utolsó példányát 1790-ben ejtették el. Ez az alfaj élt a történelmi Magyarország területén.

## Megjelenése
Az európai bölény Európa ma élő legnagyobb testű szárazföldi emlőse. A bikák testhossza elérheti a 350 cm-t, melyhez 30–80 cm-es farok csatlakozik, marmagassága 160–195 cm, testtömege pedig akár az 1000 kg-ot is elérheti (általában 400–920 kg között). A tehenek valamivel kisebbek, 300–540 kg tömegűek. Rövid, széles fején mindkét nemnél megtalálhatóak a szarvak. Szőrzete sűrű, színe az egészen sötét barnától a világos barnáig változik. Nyakán a szőre hosszabb, mely a nyak alsó részén és állán szakállt képez.

## Életmódja
A nőstények borjaikkal matriarchális csordákban élnek, melyek létszáma mintegy 20 egyedet számlál, míg a hímek magányosak, esetleg kisebb fiúcsapatokba verődnek. Télen több csorda összeverődésével nagyobb létszámú csapatok is kialakulhatnak. Aktivitásukat az évszakok változása is befolyásolja, de többnyire nappal aktívak. Elsősorban reggel és este táplálkoznak, ritkán éjszaka is. Fő ellenségük a farkas, a fiatal egyedekre azonban a hiúz is veszélyt jelenthet.
Az európai bölény kizárólag növényevő. Elsősorban fűféléket legel, kisebb mennyiségben egyéb növényeket is fogyaszt, például egyéb lágyszárúakat, fakérget, mohát, gombát stb. Minden nap iszik, télen gyakran hó evésével fedezi folyadékszükségletét.

## Szaporodása
Az európai bölény párzási időszaka augusztustól októberig tart. Ilyenkor a hímek csatlakoznak a nőstények csordájához, és az ivarzó nőstényeket védelmezik a többi hímmel szemben. A párzás után azonban már nem mutatnak irántuk érdeklődést. A vemhességi idő 254-272 nap, melynek végén – május-július között – 1, ritkán 2 borjú jön a világra. Az ellés alatt a nőstény különválik a csordától. A többi patáshoz hasonlóan a borjak a születés után pár órával már követik anyjukat. 6-8 hónapos korukig szopnak. Ivarérettségét mindkét nem 2-4 éves kora között éri el. A bikáknak azonban gyakran még éveket kell várniuk a sikeres párzásig. Várható élettartamuk akár 27 év is lehet.

## Természetvédelmi helyzete
Az európai bölény a vadászat hatására az elmúlt évszázadokban fokozatosan kipusztult az élőhelyein, utolsó állománya a lengyelországi Bialowieza erdejében maradt fent. 1923-ban jött létre a Nemzetközi Bölényvédelmi Társaság, melynek célja a faj állatkertekben való megmentése volt. Az utolsó vadon élő egyedet 1925-ben pusztították el. A nemzetközi bölénytörzskönyvet 1932-ben hozták létre, melyben ekkor 56 egyedet tartottak számon. Az állatkertek erőfeszítése meghozta az eredményét: a faj állatkerti állománya fokozatosan növekedett, így az 1950-es évek óta több helyre is sikeresen telepítették vissza az európai bölényeket. Manapság mintegy 1000 példánya él szabadon, legnagyobb állománya jelenleg is a bialowiezai őserdőben él. A faj a Természetvédelmi Világszövetség (IUCN) szerint mérsékelten fenyegetett.
Az európai bölényeket az állatkertek mentették meg a teljes kipusztulástól. Az európai állatkertekben jelenleg is tenyészprogram keretében tartják a bölényeket, bár állatkerti állománya ma már stabilnak tekinthető.

## Kárpát-medencei előfordulása
A Mantovába írt levelek szerint Bakócz Tamás esztergomi érseki vadasparkjában is élt legalább egy példány.
A Keleti-Beszkidek lengyelországi részén mintegy 400 példány található, néha átkóborolnak Szlovákiába és Ukrajnába. Szlovákiában a Kistapolcsányi Bölény Vadaskertben található meg. Erdélyben az 1970-es években Lengyelországból telepítették Görgényszentimre (Maros megye) és Hátszeg (Hunyad megye) vidékére, ahol az utóbbi években számuk a kéknyelv-betegség és a védett területen elszaporodott, falkában vadászó kóbor kutyák támadásai miatt megcsappant, fennmaradásuk veszélyeztetetté vált. Újabb telepítésekből Romániában a Vânători-Neamţ Natúrparkban és a Szárkő-hegységben, egy 59 ezer hektáros Natura 2000-es besorolású védett területen élnek.
Magyarországon a Miskolci Állatkertben, a Nyíregyházi Állatparkban és Szalafő-Pityerszeren lehet európai bölényekkel találkozni. Kondorfa mellett egy 70 hektáros védett területen is élnek, de ez el van zárva a látogatók elől. Magántulajdonban Őriszentpéteren (Őrségi Nemzeti Park) és Füzérkomlóson is működik bölénytenyészet. A Szarvason fekvő Körösvölgyi Állatpark ugyancsak tart több bölényt.

## Érdekességek
- A lengyel „Żubrówka” vodka minden egyes palackjában egy illatos szentperje szál, más néven „bölényfűszál” van, ami a bölények legelőjéről származik.
- Moldova címerállata.

## Képek

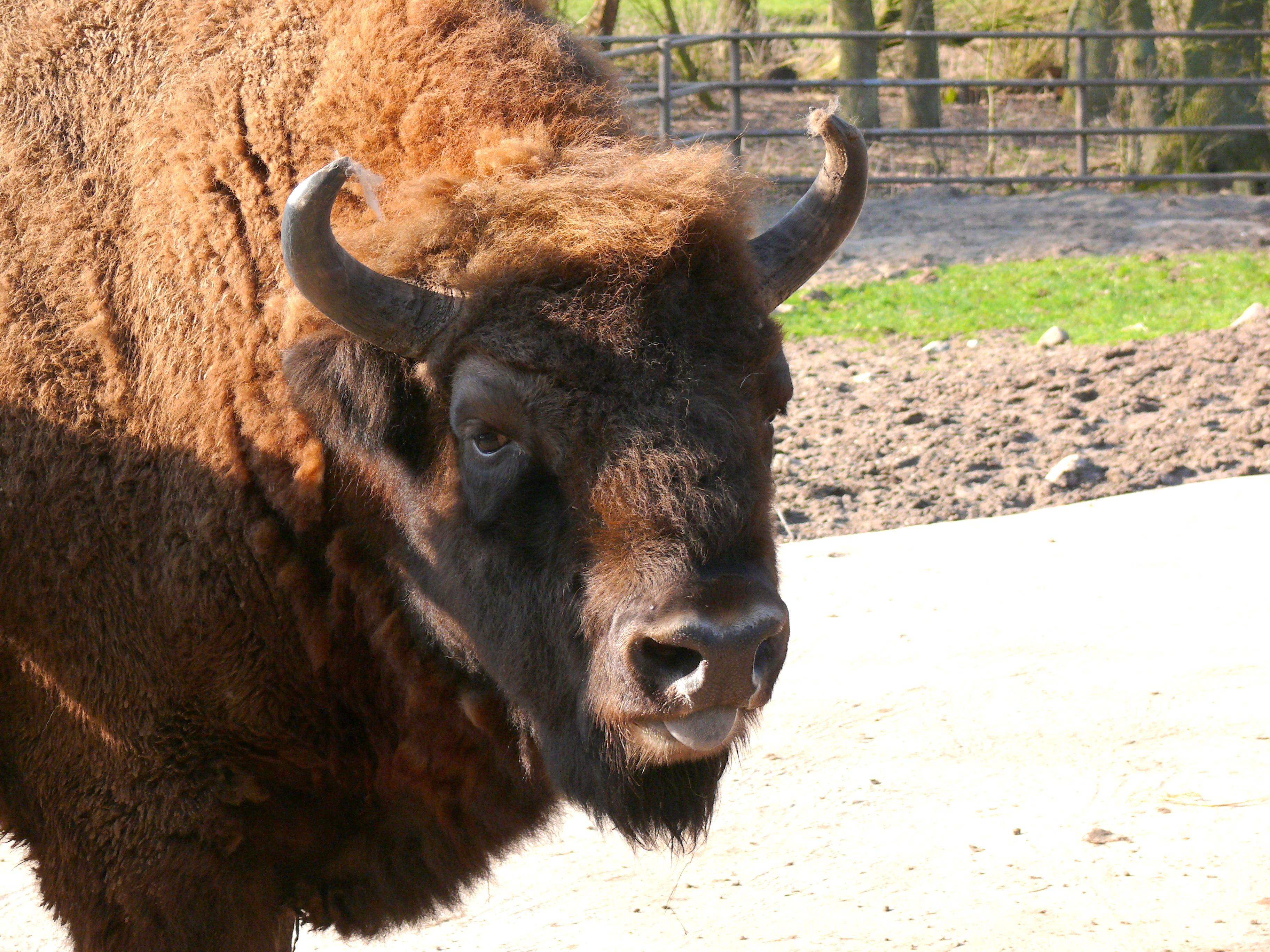
Feje szemből
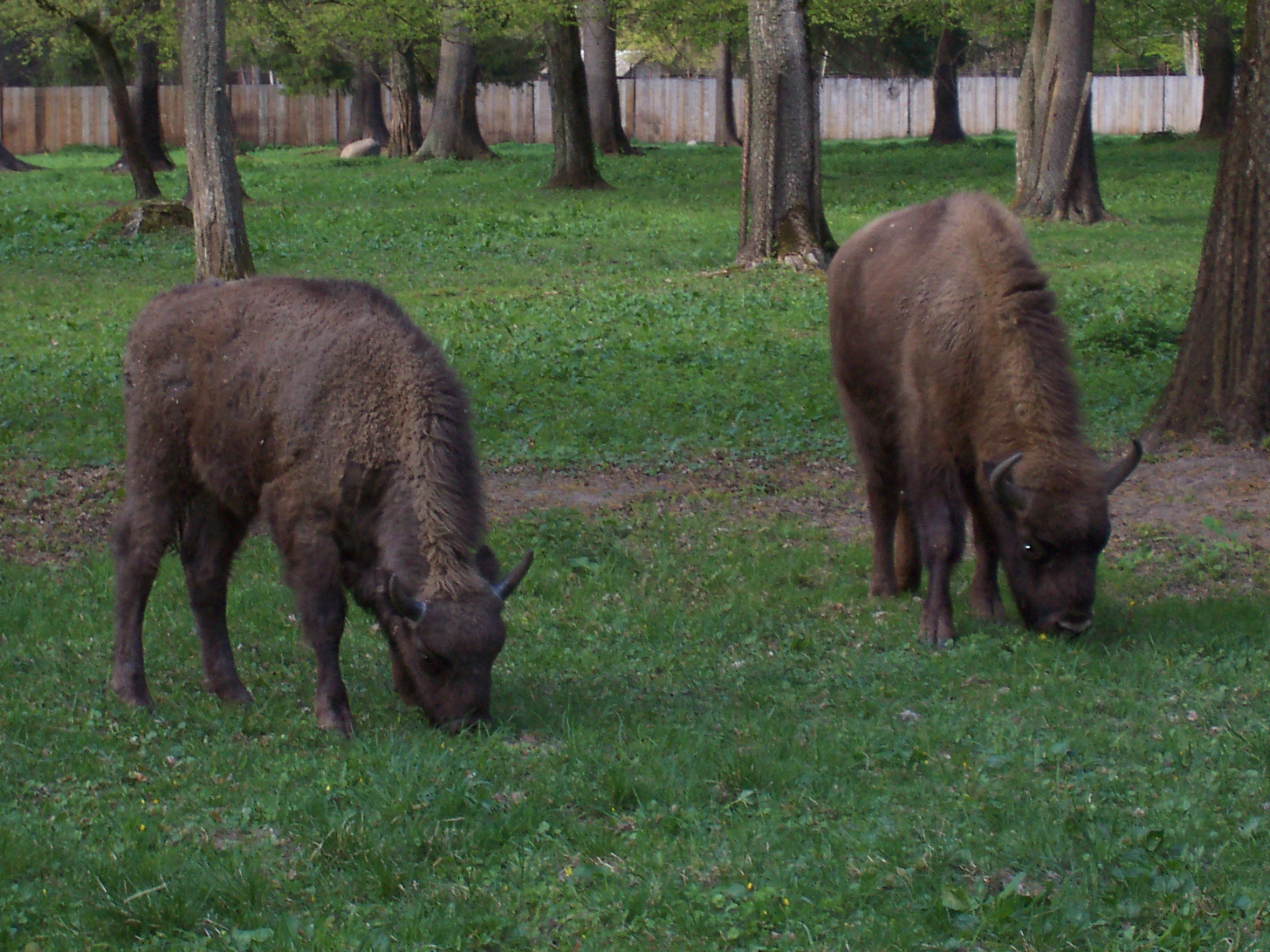
Legelésző európai bölények
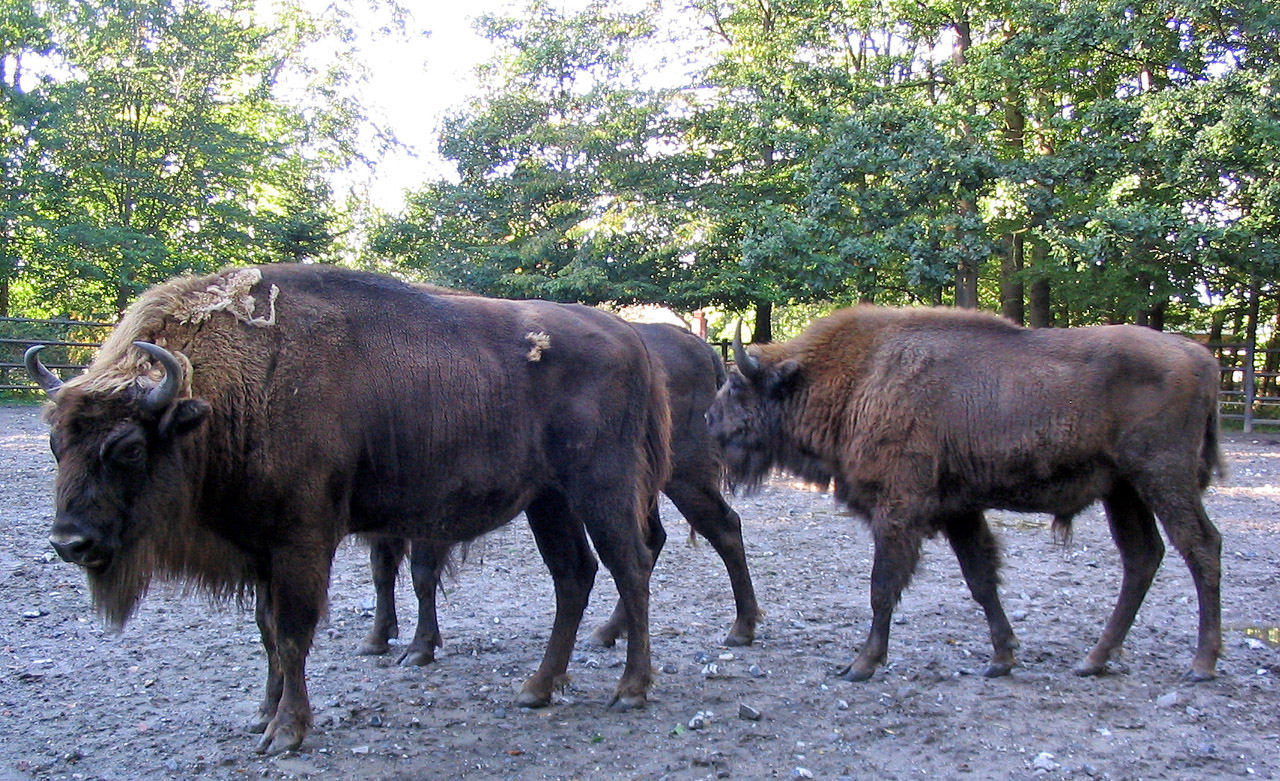
Csorda (felnőtt és fiatal)